# Château Rayas
Le château Rayas, situé à Châteauneuf-du-Pape dans le département du Vaucluse en région Provence-Alpes-Côte d'Azur (France), est un domaine viticole appartenant à la famille Reynaud. Son vignoble s'étend sur 15 hectares et produits des vins rouge et blanc en appellation châteauneuf-du-pape et côtes-du-rhône.
Le château Rayas fait partie des vins les plus prestigieux du vignoble des côtes du Rhône et il est le Châteauneuf-du-pape le plus recherché au monde.

## Histoire
Albert Reynaud (1835-1910), notaire dans les environs d’Avignon, atteint de surdité, décide de se reconvertir dans le vin. Il achète une dizaine d'hectares de vignes, sur le lieu-dit Rayas à Châteauneuf-du-Pape.
En 1920, son fils Louis Reynaud reprend la direction du domaine. Il achète en 1935 le domaine des Tours, situé à Sarrians et en 1945 le château de Fonsalette, situé à Lagarde-Paréol.
En 1978, Jacques Reynaud, le fils cadet de Louis, succède à son père.
En 1997, à la mort de Jacques Reynaud et sans descendance, son neveu Emmanuel Reynaud reprend la direction du domaine.

## Terroir
Le château Rayas possède un terroir sablonneux, entouré de bois, très particulier pour l'appellation Châteauneuf-du-Pape le plus souvent caractérisée par des galets roulés.